# Contra cronometru (film din 1983)
Contra cronometru (în italiană Nati con la camicia, în engleză Go for It) este un film de comedie italo-american din anul 1983, regizat de Enzo Barboni (E.B. Clucher) și în care rolurile principale sunt interpretate de Bud Spencer și Terence Hill. În acest film cei doi sunt confundați cu doi agenți secreți ai CIA și trimiși într-o misiune specială la Miami, unde reușesc să anihileze activitatea unei grupări teroriste care ar fi transformat lumea într-un haos. 

## Rezumat
Fermecătorul autostopist Rosco Frazer (Terence Hill) și deținutul recent eliberat Doug O'Riordan (Bud Spencer) se întâlnesc în cursul unei încăierări dintr-un restaurant de pe marginea unei autostrăzi. Ei urcă într-un camion, fiecare dintre ei crezând că este camionul celuilalt. Cum șoferul își uitase cheile în contact, Doug începe să conducă. La scurtă vreme după aceea, o patrulă de poliție îi oprește pe autostradă pentru exces de viteză și din moment ce nu pot prezenta documente pentru camion și marfa transportată ei sunt confundați cu niște hoți de camioane dați anterior în urmărire de poliție. Datorită lui Roscoe care este ventriloc, se simulează un atac armat, polițiștii sunt închiși în remorcă, iar cei doi reușesc să scape.
Deși ar fi vrut să rămână singur, Doug nu poate scăpa de Roscoe. Împreună, ei ajung cu mașina poliției la aeroport, cu scopul de a-și lua un bilet de avion pentru o destinație cât mai îndepărtată și a scăpa astfel de urmărirea poliției. Deoarece toate locurile spre Miami erau deja rezervate, ei se dau drept Steinberg și Mason, care tocmai fuseseră chemați prin difuzor pentru a-și ridica biletele pentru zborul de Miami. Doug și Rosco primesc biletele lui Steinberg și Mason, fără să știe că cei a căror identitate o luaseră erau doi agenți de top ai CIA; ca atare, li se încredințează o valiză care conține un milion de dolari pentru a o transporta. După mai multe ghinioane și complicații, cei doi sunt duși la sediul CIA pentru a-l întâlni pe "Tiger" (David Huddleston), noul lor șef. Acolo li se cere în mai multe ocazii să omită din raportul lor final diferite incidente jenante, care ar aruncă o lumină proastă asupra conducerii CIA.
În scopul de a urmări și distruge o misterioasă organizație secretă care-și avea scunzătoarea în Miami Beach, Roscoe și Doug primesc misiunea de a juca rolul unor texani bogați. Ei reușesc să facă destul de bine acest lucru și în final ajung să dea de urma lui K1 (Buffy Dee), un terorist megaloman, care vrea să șteargă înțelegerea tuturor numerelor din mintea omenirii cu "Bomba K", care ar cufunda lumea în haos. Doug și Roscoe reușesc să-i anihileze planul, dar în final ei nu pot beneficia de avantajele lor și nu se pot bucura de milionul de dolari, deoarece zelosul "Tiger" restituise deja banii guvernului; ceea ce reușesc să obțină este doar o întâlnire cu președintele SUA.

## Distribuție
- Terence Hill - Rosco Frazer/Agentul Steinberg
- Bud Spencer - Doug O'Riordan/Agentul Mason
- Buffy Dee - răufăcătorul K1
- David Huddleston - directorul Tiger
- Riccardo Pizzuti - dl. Spider
- Faith Minton - Vampa
- Dan Rambo - agentul Jeremy Scott
- Susan Teesdale - barmanița
- Dan Fitzgerald - Leonard, recepționerul de la hotel
- Harold Bergman - Sam, omul de știință de la CIA
- Al Nestor - vânzătorul de hamburgheri
- Alex Edlin - omul de la bar care citește ziarul
- Joe Hess - omul de la bar care vorbește cu un prieten
- Christina Trooples
- Mal Jones
- Woody Woodbury

## Despre film
- Într-o scenă din film Doug (Bud Spencer) pilotează un elicopter, iar Roscoe (Terence Hill) îi spune: "Tu nu ești pilot". Bud Spencer a adunat, în realitate, peste 500 de ore de zbor cu elicopterul, obținând brevetul de pilot.
- Luxosul hotel unde sunt cazați Doug și Roscoe este prestigiosul Fontainebleau din Miami Beach situat pe 4441 Collins Avenue. Structura hotelulului a rămas la fel și astăzi, dar zona unde se afla piscina unde Rosco apare pe o stâncă atras de fetele din apă a fost modificată.